# J'ai cherché
Chansons représentant la France au Concours Eurovision de la chanson
N'oubliez pas
(2015) Requiem
(2017)
Singles d'Amir
Oasis
(2015) On dirait
(2016)
J'ai cherché est la chanson qui représente la France au Concours Eurovision de la chanson 2016 à Stockholm, interprétée par le chanteur franco-israélien Amir. Elle est écrite et composée par Amir Haddad, Nazim Khaled et Johan Errami, et produite par Les Skydancers (Jean-Noël Wilthien, Laurent Wilthien, Matthieu Tosi et Nicolas Dautheribes).  Elle est présente sur le premier album en français d'Amir, Au cœur de moi, paru le 29 avril 2016,. 
Elle sort en téléchargement le 15 janvier 2016 chez Sash Productions.

## Développement

### Genèse et sortie
Après sa participation à l'émission The Voice : La Plus Belle Voix, Amir prépare un premier album en français dont la sortie est d'abord prévue pour en 2015. Il sort d'abord un premier single extrait de cet album, Oasis.
Alors qu'il travaille toujours sur son futur album, c'est au tour de J'ai cherché d'être présenté comme deuxième single. Le titre, qui est enregistré au studio Skydancers, sort en janvier 2016 avant le clip qui est dévoilé le 2 mars 2016.

### Eurovision 2016
À l'issue du Concours Eurovision de la chanson 2015, la France est classée 25e sur 27 avec un total de 4 points (3 points attribués par l'Arménie et 1 point par Saint-Marin). La directrice des divertissements de France 2 Nathalie André ayant choisi le représentant français déclare à la suite de ces résultats : « Ma connerie est d’y être allée avec une voix plutôt que d’y être allée avec Enrique Iglesias. Je suis prête à prendre ma revanche pour 2016 et je m’y mets dès aujourd’hui. ». Pour l'édition suivante, Nathalie André et son équipe choisissent en interne Amir Haddad. Choisir un finaliste de The Voice, la plus belle voix est pertinent ; ce type de sélection a déjà été bénéfique à plusieurs pays tels la Belgique,, l'Albanie, la Norvège, la Russie et l'Autriche,.
Le 25 février 2016, Cyril Hanouna dévoile dans Touche pas à mon poste ! sur D8 que l’interprète franco-israélien serait le représentant de la France au 61e Concours Eurovision de la Chanson à Stockholm le 14 mai 2016,. France 2 déclare alors laisser chacun se faire son opinion, ayant lancé des indices sur son site internet et souhaitant garder le mystère jusqu'au 12 mars 2016, date de la présentation officielle de la chanson française dans Le DiCaire Show. À la fin de l'émission La Fête de la chanson française diffusée le 27 février 2016 sur France 2, Amir Haddad interprète le titre J'ai cherché. La séquence est enregistrée et l'animatrice Daniela Lumbroso ne fait aucune référence à l'Eurovision pendant que le nouvel album du chanteur apparaît à l'écran. Finalement, la nouvelle est officialisée le 29 février 2016 par France 2. Il représentera la France avec son quatrième single J'ai cherché, présent sur son premier album en français, Au cœur de moi, paru le 29 avril 2016.
Il termine en 6e position avec 257 points.

### Après l'Eurovision
Le 29 avril 2016 sort l'album Au cœur de moi dont le single J'ai cherché est extrait.
En juin, la chanson est remixée par Tom Maix, dj israélien. Cette nouvelle version est destinée aux clubs.
Pour la réédition de son album Au cœur de moi, Amir enregistre une version acoustique de J'ai cherché. Il y a également sur cette nouvelle version de l'album une version espagnole et une version anglaise de la chanson.

## Composition
J'ai cherché est une chanson dont les paroles sont à la fois en français et en anglais.
Pour la BBC, cette chanson rappelle le travail du DJ suédois Avicii.

## Clip
Le clip de J'ai cherché, qui sort le 2 mars 2016, est réalisé par Francis Cutter.
Il alterne entre Amir chantant et l'histoire de deux adolescents : un garçon s'entraînant dur pour devenir danseur étoile ainsi qu'une fille qui pratique le taekwondo et qui parvient à vaincre ceux qui l'avaient battue et représente la France aux Jeux olympiques. Le chanteur est en retrait par rapport aux deux autres personnages.

## Accueil

### Accueil critique
Avant la finale du 61e Concours Eurovision de la Chanson, les médias passent en revue tous les candidats et Amir, grâce à J'ai Cherché, fait partie des favoris de la compétition. En effet, il arrive en tête du classement de l'Organisation générale des amateurs de l'Eurovision et troisième pour les bookmakers.
Les critiques des médias étrangers sont positives. La BBC qualifie ce titre d'« entraînant ».

### Distinctions et récompenses
Lors de la cérémonie des NRJ Music Awards 2016, après avoir reçu le prix de la « révélation francophone de l'année », Amir est récompensé pour son titre J'ai cherché, qui est élu « chanson francophone de l'année ».
La chanson est par la suite nommée aux Victoires de la musique 2017 dans la catégorie « chanson originale de l'année » mais c'est Je m'en vais du chanteur Vianney qui remporte le prix.

### Accueil commercial
En octobre 2016, le single J'ai cherché est certifié single de platine d'après le Syndicat national de l'édition phonographique.
Le single est certifié single de diamant en novembre 2022.

## Classement
| Classement                              | Meilleure position |
| --------------------------------------- | ------------------ |
| Allemagne (Media Control AG)            | 80                 |
| Autriche (Ö3 Austria Top 40)            | 58                 |
| Belgique (Flandre Ultratop 50 Singles)  | 20                 |
| Belgique (Wallonie Ultratop 50 Airplay) | 1                  |
| Belgique (Wallonie Ultratop 50 Singles) | 4                  |
| Espagne (PROMUSICAE)                    | 33                 |
| France (SNEP)                           | 2                  |
| France (SNEP Radio)                     | 1                  |
| France (SNEP Streaming)                 | 16                 |
| Lituanie (top 40)                       | 1                  |
| Pays-Bas (Nederlandse Top 40)           | 7 (tip)            |
| Russie (TopHit)                         | 26                 |
| Suède (Sverigetopplistan)               | 45                 |
| Suisse (Schweizer Hitparade)            | 59                 |